# Blåflikig bulbyl
Blåflikig bulbyl (Microtarsus nieuwenhuisii) är en fågel i familjen bulbyler inom ordningen tättingar. Den har påträffats på Borneo. Arten är mycket dåligt känd och kan eventuellt utgöra en hybrid.

## Utseende och levnadssätt
Blåflikig bulbyl är en olivgul bulbyl med mörkt huvud och en blå hudflik kring ögat som gett den sitt namn.  I stort sett inget är känt om dess levnadssätt annat än att den noterats tillsammans med svarthuvad bulbyl. Den har påträffats i låga flodnära buskage och i högväxt städsegrön skog.

## Utbredning och systematik
Blåflikig bulbyl delas in i två underarter med följande utbredning:
- inexspectatus – återfunnen på nordvästra Sumatra och Borneo
- nieuwenhuisii – endast känd från ett exemplar från 1901 från nordöstra Borneo

Arten är endast känd från typexemplaren samt från fem fynd, möjligen av samma individ, från Brunei 1992. Den har istället föreslagits utgöra en hybrid eller färgmorf av svarthuvad bulbyl (Brachypodius melanocephalos). Hybridteorin har dock ifrågasatts eftersom det är svårt se vilken den andra arten skulle vara utifrån utseendet, varför det rekommenderats att den bibehålls som egen art i väntan på genetiska studier. Dessa rekommendationer följs av samtliga globala taxonomiska auktoriteter. 

### Släktestillhörighet
Arten placerades tidigare i släktet Pycnonotus. DNA-studier visar att Pycnonotus dock är parafyletiskt visavi Spizixos. Blåflikig bulbyl med släktiingar har därför lyfts ut ur Pycnonotus, till Microtarsus.

## Status
Blåflikig bulbyl är en mycket dåligt känd fågelart med extremt få fynd. Enligt internationella naturvårdsunionen IUCN finns för lite kunskap om artens bestånd för att kunna bedöma dess hotstatus.